# Rotunda (okręg Ardżesz)
Rotunda – wieś w Rumunii, w okręgu Ardżesz, w gminie Corbeni. W 2011 roku liczyła 739 mieszkańców.